# Charles Ollivon
Charles Ollivon (* 11. Mai 1993 in Saint-Pée-sur-Nivelle, Département Pyrénées-Atlantiques) ist ein französischer Rugby-Union-Spieler. Er spielt auf den Positionen des Flügelstürmers und der Nummer Acht für den Verein RC Toulon und die französische Nationalmannschaft. Zu seinen Erfolgen gehört ein Europapokalsieg mit dem RC Toulon.

## Biografie

### Vereinskarriere
Bereits im Alter von fünf Jahren trat Ollivon dem Verein Saint-Pée UC bei, später war er Mitglied der Entente de La Nivelle. 2012 stieß er zu den Junioren des Erstligisten Aviron Bayonnais. Im selben Jahr gewann er mit Bayonne den Juniorenwettbewerb Coupe Frantz-Reichel, 2014 wurde er französischer U23-Vizemeister. Trotz bemerkenswerter Leistungen während dieser Zeit gehörte er nie einer französischen Juniorenauswahl an. Sein Debüt in der höchsten Profiliga Top 14 gab Ollivon am 30. März 2013 bei der 13:39-Heimniederlage gegen die Union Bordeaux Bègles. Kurz darauf erlitt er eine erste schwere Verletzung, die eine Operation an der Schulter erforderlich machte. Während der Saison 2013/14 kam er wieder regelmäßig zum Einsatz. Er war vertraglich bis Juni 2017 an Bayonne gebunden. Als sein Verein jedoch am Ende der Saison 2014/15 in die Pro D2 abstieg, unterschrieb er einen Dreijahresvertrag beim RC Toulon.

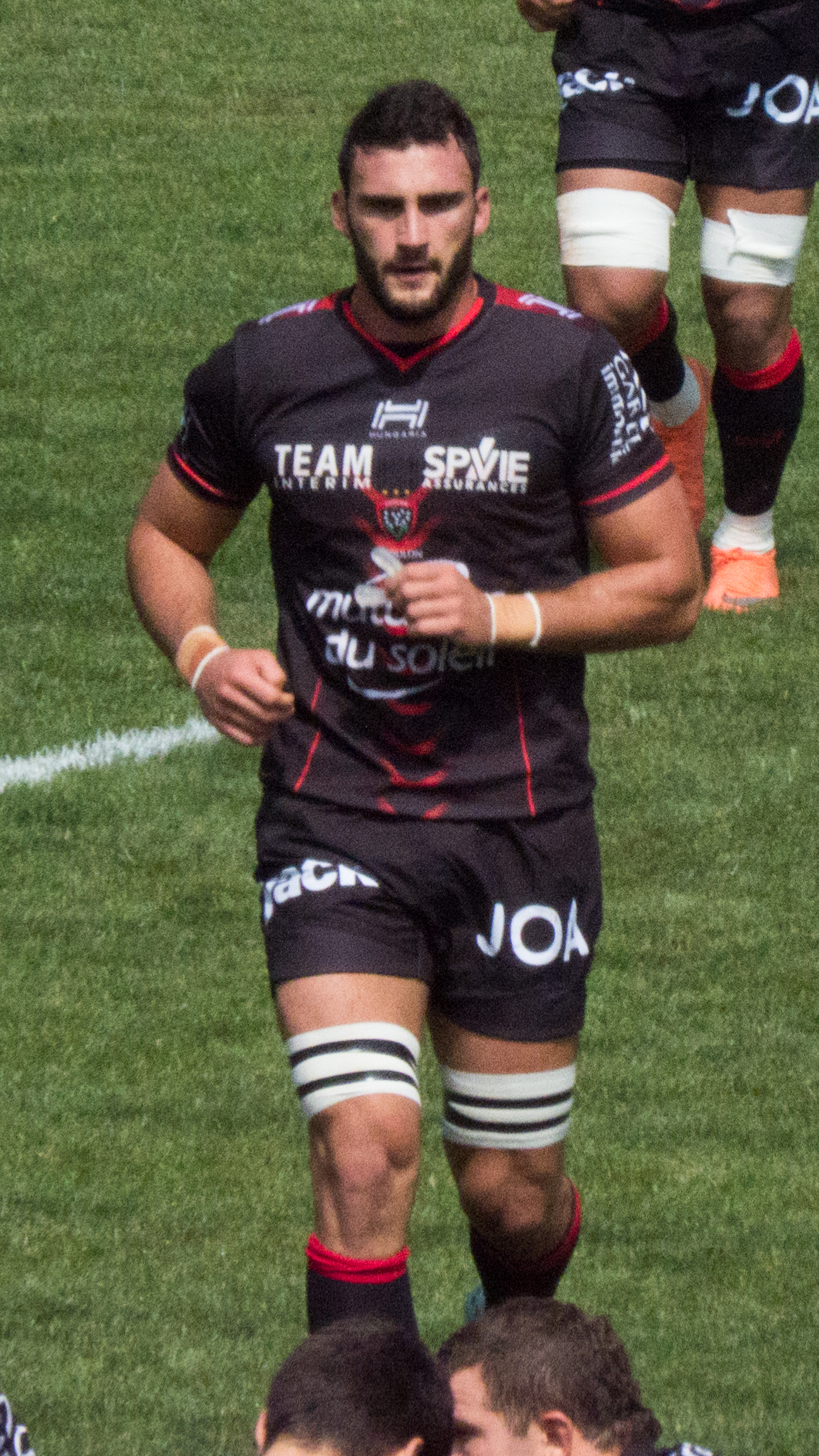
Ollivon im Trikot des RC Toulon (2018)

Bei seinem neuen Verein konnte sich Ollivon rasch etablieren. Im Meisterschaftsfinale der Saison 2015/16 (Niederlage gegen Racing 92) gehörte er jedoch nicht dem Aufgebot an. Die Vereinsführung war mit seinen Leistungen dennoch sehr zufrieden, weshalb er im November 2016 seinen Vertrag vorzeitig bis Juni 2021 verlängerte. Im April 2017 verletzte er sich bei einem Tackling im Meisterschaftsspiel gegen Castres Olympique an der linken Schulter. Diese Verletzung verschlimmerte sich im August bei einem Freundschaftsspiel gegen Lyon Olympique Universitaire, und Ollivon musste wegen eines Schulterblattbruchs operiert werden. Daraufhin fiel er fast ein ganzes Jahr lang aus. Im September 2018, weniger als zwei Monate nach seiner Rückkehr ins Training des RC Toulon, erlitt er einen Rückfall. Ollivon musste ein weiteres Mal operiert werden und eine Zeitlang schien es sogar so, als ob er seine Sportkarriere beenden müsste.
Nach mehr als zwei Jahren fernab der Spielfelder gab Ollivon im März 2019 gegen Montpellier Hérault Rugby sein Comeback. In der darauffolgenden Saison 2019/20, während der er für kurze Zeit wegen einer COVID-19-Ansteckung nicht spielen durfte, erreichte er mit dem RC Toulon das Finale des Europapokalwettbewerbs EPCR Challenge Cup. Das entscheidende Spiel gegen die Bristol Bears ging jedoch mit 19:32 verloren. Im Juni 2020 verlängerte er seinen Vertrag bis 2025. Am 5. Juni 2021 zog er sich im Meisterschaftsspiel gegen Castres Olympique einen Kreuzbandriss im linken Knie zu, worauf er sechs Monate lang pausieren musste. Am Ende der Saison 2021/22 spielte Ollivon wie zwei Jahre zuvor im Finale des EPCR Challenge Cup, doch Toulon unterlag Lyon mit 12:30. Schließlich klappte es beim dritten Anlauf: Angeführt von Ollivon als Mannschaftskapitän, setzte sich Toulon mit 43:19 gegen die Glasgow Warriors durch und gewann den EPCR Challenge Cup 2022/23.

### Nationalmannschaft
Sein erstes Test Match für die französische Nationalmannschaft bestritt Ollivon am 8. November 2014 als Einwechselspieler beim 40:15-Heimsieg gegen Fidschi im Stade Vélodrome in Marseille. Nach einem weiteren Kurzeinsatz gegen Argentinien zwei Wochen später wurde er 2015 das ganze Jahr lang nicht berücksichtigt. 2016 und 2017 folgten wieder vereinzelte Einsätze, wobei er am 12. November 2016 in Toulouse gegen Samoa seinen ersten Versuch auf internationaler Ebene erzielte. Aufgrund seiner Verletzungen ließen weitere Einsätze lange auf sich warten, bis nach dem Six Nations 2019. Nationaltrainer Jacques Brunel wies ihn daraufhin an, sich für die Weltmeisterschaft 2019 bereitzuhalten, auch wenn er zuerst nur als Reservist vorgesehen war. Aufgrund seiner hervorragender Leistungen in den Vorbereitungsspielen wurde Ollivon jedoch in den endgültigen WM-Kader berufen. Während der Weltmeisterschaft bestritt er die Gruppenspiele gegen Argentinien und Tonga. Ein von ihm erzielter Versuch im Viertelfinale konnte das Ausscheiden gegen Wales nicht verhindern.
Der neue Nationaltrainer Fabien Galthié ernannte Ollivon kurz vor dem Six Nations 2020 zum Mannschaftskapitän. Im Verlaufe des Turniers, das pandemiebedingt erst im Oktober abgeschlossen werden konnten und das die Franzosen auf dem zweiten Platz beendenten, gelangen ihm insgesamt vier Versuche, womit er in dieser Wertung alleiniger Spitzenreiter war. Auch beim Six Nations 2021 war Ollivon Kapitän der Franzosen, die erneut den zweiten Platz belegten; zu diesem Erfolg steuerte er drei Versuche bei. Am Six Nations 2022, das mit einem französischen Turniersieg und einem Grand Slam endete, konnte Ollivon nicht teilnehmen, da er sich noch von seiner Kreuzbandverletzung erholte. Nach einem Jahr Abwesenheit kehrte er im Juni 2022 in den Kader zurück und übernahm erneut das Amt des Kapitäns.

## Erfolge
RC Toulon:
- Meisterschaftsfinalist: 2016
- Sieger EPCR Challenge Cup: 2023
- Finalist EPCR Challenge Cup: 2020, 2022